# Nazionale femminile di pallavolo della Thailandia
La nazionale femminile di pallavolo della Thailandia è una squadra asiatica ed oceaniana composta dalle migliori giocatrici di pallavolo della Thailandia ed è posta sotto l'egida della Federazione pallavolistica della Thailandia.

## Rosa
Segue la rosa delle giocatrici convocate per la Volleyball Nations League 2025.
| N° | Nome                   | Ruolo | Data di nascita  | Squadra              |
| -- | ---------------------- | ----- | ---------------- | -------------------- |
| 1  | Kalyarat Khamwong      | L     | 8 giugno 2005    | Nakhon Ratchasima    |
| 2  | Piyanut Pannoy         | L     | 10 novembre 1989 | LOVB Atlanta         |
| 3  | Pornpun Guedpard       | P     | 5 maggio 1993    | Orlando Valkyries    |
| 4  | Donphon Sinpho         | S     | 21 giugno 2004   | Aranmare Yamagata    |
| 5  | Thatdao Nuekjang       | C     | 3 febbraio 1994  | PFU BlueCats Kahoku  |
| 6  | Warisara Seetaloed     | S     | 31 ottobre 2005  | Supreme Chonburi     |
| 9  | Jidapa Nahuanong       | L     | 22 febbraio 2002 | Murov                |
| 11 | Sasipaporn Janthawisut | S     | 10 giugno 1997   | Nakhon Ratchasima    |
| 12 | Hattaya Bamrungsuk     | C     | 12 agosto 1993   | Queenseis Kariya     |
| 13 | Kanokporn Sangthong    | P     | 28 marzo 2005    | Supreme Chonburi     |
| 14 | Kuttika Kaewpin        | S     | 16 agosto 1994   | Supreme Chonburi     |
| 15 | Natthanicha Jaisaen    | P     | 21 maggio 1998   | PFU BlueCats Kahoku  |
| 16 | Pimpichaya Kokram      | O     | 16 giugno 1998   | Schweriner           |
| 18 | Ajcharaporn Kongyot    | S     | 18 giugno 1995   | Red Rockets Kawasaki |
| 19 | Chatchu-on Moksri      | S     | 6 novembre 1999  | Victorina Himeji     |
| 21 | Thanacha Sooksod       | O     | 26 maggio 2000   | Korea Expressway     |
| 24 | Kanyarat Kunmuang      | C     | 14 ottobre 2002  | Supreme Chonburi     |
| 29 | Wimonrat Thanaphan     | C     | 2 aprile 2002    | Gunma Green Wings    |

## Risultati

### Competizioni FIVB
| 1952 | non qualificata | -            |
| 1956 | non qualificata | -            |
| 1960 | non qualificata | -            |
| 1962 | non qualificata | -            |
| 1967 | non qualificata | -            |
| 1970 | non qualificata | -            |
| 1974 | non qualificata | -            |
| 1978 | non qualificata | -            |
| 1982 | non qualificata | -            |
| 1986 | non qualificata | -            |
| 1990 | non qualificata | -            |
| 1994 | non qualificata | -            |
| 1998 | 15º posto       | Convocazioni |
| 2002 | 20º posto       | Convocazioni |
| 2006 | non qualificata | -            |
| 2010 | 13º posto       | Convocazioni |
| 2014 | 17º posto       | Convocazioni |
| 2018 | 13º posto       | Convocazioni |
| 2022 | 13º posto       | Convocazioni |

| 2018 | 15º posto | Convocazioni |
| 2019 | 12º posto | Convocazioni |
| 2021 | 16º posto | Convocazioni |
| 2022 | 8º posto  | Convocazioni |
| 2023 | 14º posto | Convocazioni |
| 2024 | 8º posto  | Convocazioni |
| 2025 | 17º posto | Convocazioni |

| 1973 | non qualificata | -            |
| 1977 | non qualificata | -            |
| 1981 | non qualificata | -            |
| 1985 | non qualificata | -            |
| 1989 | non qualificata | -            |
| 1991 | non qualificata | -            |
| 1995 | non qualificata | -            |
| 1999 | non qualificata | -            |
| 2003 | non qualificata | -            |
| 2007 | 10º posto       | Convocazioni |
| 2011 | non qualificata | -            |
| 2015 | non qualificata | -            |
| 2023 | non qualificata | -            |

### Competizioni AVC
| 1975 | non qualificata | -            |
| 1979 | non qualificata | -            |
| 1983 | non qualificata | -            |
| 1987 | 5º posto        | Convocazioni |
| 1989 | 6º posto        | Convocazioni |
| 1991 | 7º posto        | Convocazioni |
| 1993 | 7º posto        | Convocazioni |
| 1995 | 5º posto        | Convocazioni |
| 1997 | 5º posto        | Convocazioni |
| 1999 | 4º posto        | Convocazioni |
| 2001 | 3º posto        | Convocazioni |
| 2003 | 4º posto        | Convocazioni |
| 2005 | 6º posto        | Convocazioni |
| 2007 | 3º posto        | Convocazioni |
| 2009 | 1º posto        | Convocazioni |
| 2011 | 4º posto        | Convocazioni |
| 2013 | 1º posto        | Convocazioni |
| 2015 | 3º posto        | Convocazioni |
| 2017 | 2º posto        | Convocazioni |
| 2019 | 2º posto        | Convocazioni |
| 2023 | 1º posto        | Convocazioni |

| 2008 | 3º posto | Convocazioni |
| 2010 | 2º posto | Convocazioni |
| 2012 | 1º posto | Convocazioni |
| 2014 | 5º posto | Convocazioni |
| 2016 | 3º posto | Convocazioni |
| 2018 | 3º posto | Convocazioni |
| 2022 | 3º posto | Convocazioni |

### Competizioni zonali
| 1962 | non qualificata | -            |
| 1966 | 5º posto        | Convocazioni |
| 1970 | 8º posto        | Convocazioni |
| 1974 | non qualificata | -            |
| 1978 | 5º posto        | Convocazioni |
| 1982 | non qualificata | -            |
| 1986 | 4º posto        | Convocazioni |
| 1990 | 6º posto        | Convocazioni |
| 1994 | 5º posto        | Convocazioni |
| 1998 | 4º posto        | Convocazioni |
| 2002 | 5º posto        | Convocazioni |
| 2006 | 4º posto        | Convocazioni |
| 2010 | 5º posto        | Convocazioni |
| 2014 | 3º posto        | Convocazioni |
| 2018 | 2º posto        | Convocazioni |
| 2022 | 3º posto        | Convocazioni |

### Competizioni estinte
| 1993 | non qualificata | -            |
| 1994 | non qualificata | -            |
| 1995 | non qualificata | -            |
| 1996 | non qualificata | -            |
| 1997 | non qualificata | -            |
| 1998 | non qualificata | -            |
| 1999 | non qualificata | -            |
| 2000 | non qualificata | -            |
| 2001 | non qualificata | -            |
| 2002 | 8º posto        | Convocazioni |
| 2003 | 9º posto        | Convocazioni |
| 2004 | 10º posto       | Convocazioni |
| 2005 | 12º posto       | Convocazioni |
| 2006 | 11º posto       | Convocazioni |
| 2007 | non qualificata | -            |
| 2008 | 11º posto       | Convocazioni |
| 2009 | 8º posto        | Convocazioni |
| 2010 | 10º posto       | Convocazioni |
| 2011 | 6º posto        | Convocazioni |
| 2012 | 4º posto        | Convocazioni |
| 2013 | 13º posto       | Convocazioni |
| 2014 | 12º posto       | Convocazioni |
| 2015 | 9º posto        | Convocazioni |
| 2016 | 6º posto        | Convocazioni |
| 2017 | 10º posto       | Convocazioni |

| 1993 | non qualificata | -            |
| 1997 | non qualificata | -            |
| 2001 | non qualificata | -            |
| 2005 | non qualificata | -            |
| 2009 | 6º posto        | Convocazioni |
| 2013 | 5º posto        | Convocazioni |
| 2017 | non qualificata | -            |

| 1988 | ?               | -            |
| 1989 | ?               | -            |
| 1990 | ?               | -            |
| 1991 | non qualificata | -            |
| 1992 | non qualificata | -            |
| 1993 | non qualificata | -            |
| 1994 | non qualificata | -            |
| 1995 | non qualificata | -            |
| 1996 | non qualificata | -            |
| 1998 | non qualificata | -            |
| 1999 | non qualificata | -            |
| 2000 | non qualificata | -            |
| 2001 | non qualificata | -            |
| 2002 | non qualificata | -            |
| 2003 | non qualificata | -            |
| 2004 | non qualificata | -            |
| 2005 | non qualificata | -            |
| 2006 | non qualificata | -            |
| 2007 | non qualificata | -            |
| 2008 | non qualificata | -            |
| 2009 | non qualificata | -            |
| 2010 | non qualificata | -            |
| 2011 | non qualificata | -            |
| 2013 | non qualificata | -            |
| 2014 | non qualificata | -            |
| 2015 | non qualificata | -            |
| 2016 | 2º posto        | Convocazioni |
| 2017 | 7º posto        | Convocazioni |
| 2018 | non qualificata | -            |
| 2019 | 4º posto        | Convocazioni |

| 1996 | 6º posto | Convocazioni |